# Bâtiments durables méditerranéens
Pour les articles homonymes, voir BDM.
Bâtiments durables méditerranéens (BDM) est un référentiel de qualité environnementale français, créé en 2008, qui a pour objectif d'évaluer les projets de construction et de réhabilitation des bâtiments dans une démarche d'amélioration continue, via un système de garantie participatif.
Le référentiel Bâtiments durables méditerranéens est porté en région Provence-Alpes-Côte d'Azur par l'association EnvirobatBDM, en partenariat avec l'ADEME (Agence de l'environnement et de la maîtrise de l'énergie) et le Conseil régional Provence-Alpes-Côte d'Azur.
Depuis 2013, la démarche Bâtiments durables méditerranéens est également portée dans d'autres régions. En septembre 2013, l'association ECOBATPLR l'a transposée en région Languedoc-Roussillon, devenue région Occitanie. En 2015, l'association Ekopolis a également engagé des travaux pour transposer le référentiel Bâtiments durables méditerranéens en région Île-de-France,. Il se dénomme Bâtiments durables franciliens ,.
En janvier 2017 est née la démarche Quartiers durables méditerranéens (QDM), qui reprend les principes de la démarche BDM, appliqués à l'échelle du quartier,.

## Histoire
La création de la démarche Bâtiments durables méditerranéens, en 2008, fait suite au travail engagé entre 2005 et 2007 par le Comité régional de concertation sur la qualité environnementale des bâtiments de PACA (CoDébâquE), qui a abouti à la signature d'une "Charte pour la qualité environnementale des opérations de construction et de réhabilitation en régions méditerranéennes".
De 2008 à 2014, la démarche est portée par le Pôle régional d'innovation et de développement économique (PRIDES) Bâtiments durables méditerranéens, qui fusionne en 2015 avec l'association Envirobat-Méditerranée, sous le nom d'EnvirobatBDM.

## Principes
La grille d'évaluation de la démarche BDM s'adapte à différents types de bâtiments construits ou réhabilités en milieux méditerranéens ou montagnards.

### Objectifs
La démarche Bâtiments durables méditerranéens vise à favoriser, dans le domaine du bâtiment :
- l’amélioration continue alimentée par des retours d’expérience (amélioration des bâtiments et des pratiques de gestion de projet),
- la valorisation des bâtiments durables,
- l’innovation dans les domaines techniques, financiers, sociologiques…,
- la montée en compétence des acteurs de terrain, l’émulation entre professionnels, la stimulation de l’intelligence collective,
- la qualité de vie dans les bâtiments,
- l'intégration de la dynamique RSE,
- la prise en compte des bénéfices durables, en prenant en compte le coût global et pas seulement le coût de construction.

### Sept thèmes
Les critères d'évaluation de la démarche Bâtiments durables méditerranéens s'organisent en sept thèmes:
- Gestion de projets
- Territoire et site
- Matériaux
- Énergie
- Eau
- Confort et santé
- Social et économie

### Commission d'évaluation
Les projets sont évalués devant une commission interprofessionnelle lors de trois étapes : conception, réalisation des travaux et fonctionnement avec les usagers. Les commissions d'évaluation s'organisent selon un système de garantie participatif.

## Applications régionales

### En région Provence-Alpes-Côte d'Azur
Le Conseil régional de Provence-Alpes-Côte d'Azur a inscrit 22 opérations de construction ou de réhabilitation de ses lycées en démarche BDM, en 2014.

### En région Occitanie
Le Conseil régional de la région Occitanie, avec l’appui de l’ADEME et avec le soutien de l’Europe (dans le cadre des programmes opérationnels du FEDER), a mis en place une bonification d'aides, pour les bâtiments exemplaires du territoire engagés en démarche BDM. Ce dispositif d’aides a pour objectif de développer des projets de construction et de rénovation ambitieux et exemplaires en accompagnant le développement de nouvelles solutions constructives, recourant à des matériaux à faible impact environnemental issus de ressources locales et qui répondent aux exigences de confort des usagers, le tout à coût maitrisé.

### En région Ile de France
Portée par l'association Ekopolis, la démarche BDF - Bâtiments durables franciliens - se développe en Île-de-France depuis septembre 2017, avec le soutien de ses partenaires : l'ADEME, les services déconcentrés de l'état la DRIEA, la DRIHL et la DRIEE , l’ordre des architectes d'Île-de-France et l’Union régionale des CAUE
Déclinaison francilienne de la démarche BDM et sur le même principe de Système de Garanties Participatif, la démarche BDF est un cadre de travail pour piloter les aspects sociaux, environnementaux et économiques d’une opération de bâtiment. Dans chaque moment clé (conception, chantier, exploitation), il réunit l’équipe de l'opération pour améliorer le projet, par la connaissance, le retour d’expériences d’autres professionnels et l’intelligence collective.
Comme les autres démarches BD, la démarche BDF est adaptée au contexte francilien, en particulier le cadre règlementaire, les modes constructifs, les questions plus spécifiques à ce territoire telles que l’îlot de chaleur urbain, la gestion de l’eau, le ré-emploi. Depuis son lancement, plus de 160 opérations sont en démarche BDF sur le territoire francilien.
En 2021, Ekopolis lance la démarche QDF - Quartiers durables franciliens - à l’échelle de l’aménagement. Depuis, 6 opérations sont en démarche.

### En région Nouvelle Aquitaine
Portée par l'association Odeys, la démarche BDNA est la version de la démarche bâtiment durable appliquée à la Nouvelle Aquitaine.

### En région Bretagne
Portée par l'association Batilab, la démarche BDB est la version de la démarche bâtiment durable appliquée à la Bretagne.
Cette démarche est un dispositif d’accompagnement et d’évaluation à destination des maîtres d’œuvres et maîtres d’ouvrages publics et privés ayant pour ambition de construire ou réhabiliter durablement des opérations sur le sol Breton.

### En région Bourgogne Franche Comté
Portée par l'association Terragilis, la démarche BDBFC est la version de la démarche bâtiment durable appliquée à la Bourgogne-Franche-Comté
Cette démarche est un dispositif d’accompagnement et d’évaluation à destination des maîtres d’œuvres et maîtres d’ouvrages publics et privés ayant pour ambition de construire ou réhabiliter durablement des opérations sur le sol Breton.